# Триптих Красный крест
«Триптих Красный крест» — ювелирное яйцо, одно из пятидесяти двух императорских пасхальных яиц, изготовленных фирмой Карла Фаберже для русской императорской семьи. Яйцо было создано в 1915 году по заказу Николая II, который подарил его своей жене Александре Фёдоровне на Пасху 1915 года.
В настоящее время находится в экспозиции Художественного музея Кливленда в штате Огайо.

## Дизайн
Яйцо было создано мастером фирмы Фаберже Хенриком Вигстрёмом.
Размеры яйца — 8,6 х 6,35 см.
«Триптих Красный крест» выполнен из серебра, золота, переливчатой белой и прозрачной красной эмали, акварели на золоте и стекла.
Яйцо выполнено из золота и покрыто белой эмалью. С двух сторон яйца расположены красные кресты, покрытые полупрозрачной красной эмалью. В центре каждого креста установлена миниатюра, соответственно великой княжны Ольги и великой княжны Татьяны в одежде Красного Креста. Крест с портретом Татьяны служит замком, при нажатии на который открываются двойные дверцы. В передней части яйцо делится на два квартала.
Два миниатюрных портрета двух великих княжон, вероятно, выполнены придворным живописцем Василием Зуевым, который нарисовал миниатюры для яйца «Красный крест с портретами». Это одно из немногих императорских яиц, что открываются вертикально.

## Сюрприз
Внутри яйца расположен триптих: Воскресения Христа по центру, Святая Ольга слева и Святая мученица Татьяна справа. На ребре дверей выполнена монограмма царицы и указана дата — «1915».
Внутренние миниатюры выполнены Адрианом Прачёвым, который специализировался на создании икон.

## История и владельцы

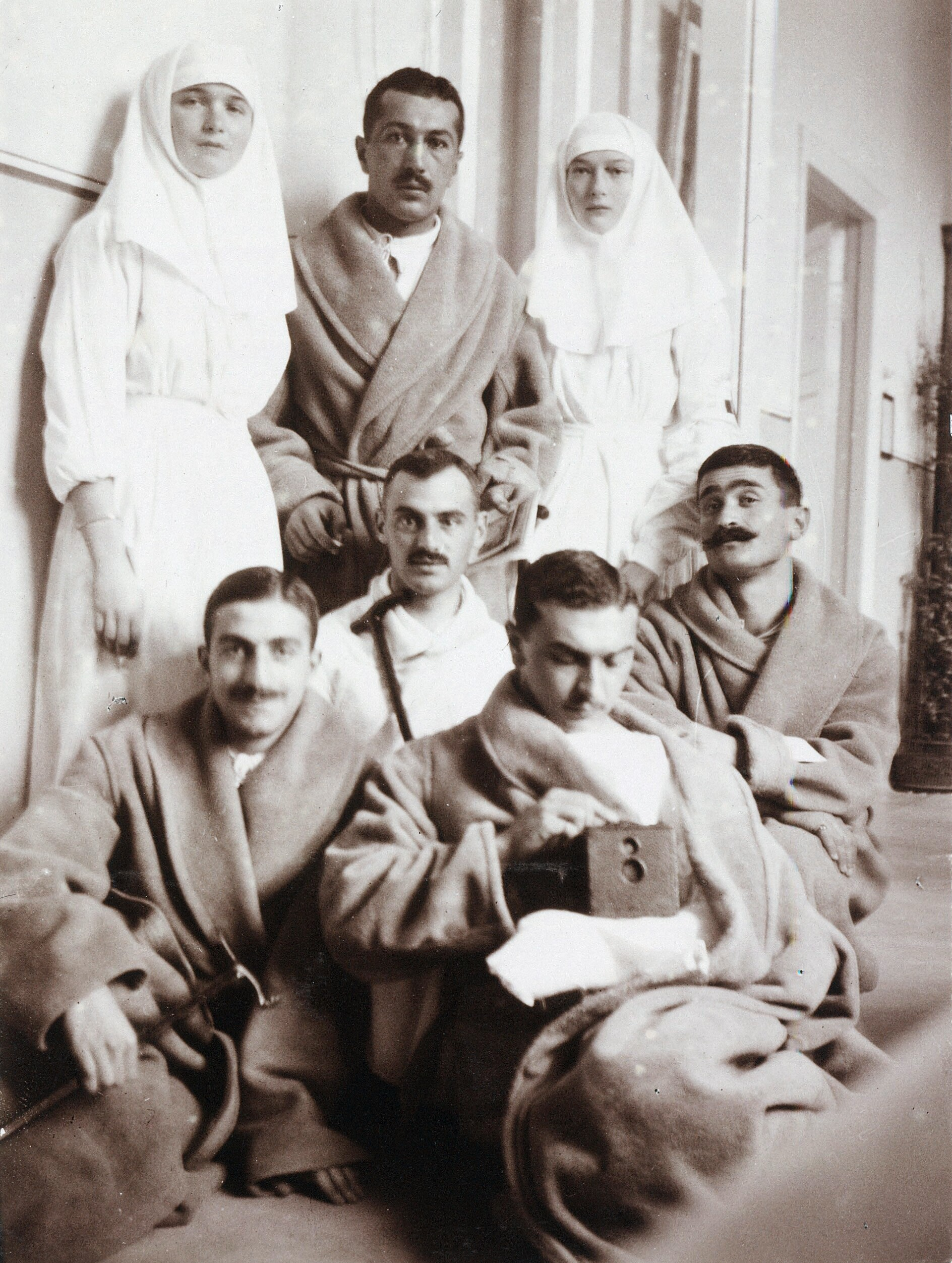
Великие княжны Ольга и Татьяна в форме Красного Креста с солдатами, 1915 год.

В 1930 году «Триптих Красный крест» яйцо было продано неизвестному покупателю в Москве. В 1943 году куплено индийцем Эрли Миншолом, вдовцом основательницы Pocahontas Oil Company Т. Эллис Миншолл, в антикварной галерее A La Vieille Russie в Нью-Йорке. В 1965 году Эрли Миншол подарил яйцо Кливлендскому музею искусства, штат Огайо, США.

## Исторический контекст
С началом Первой мировой войны в 1915 году, царица Александра и её старшие дочери, Ольга и Татьяна, были зачислены медсёстрами, в то время как императорские дворцы были превращены во временные больницы.
Оба императорских пасхальных яйца фирмы Фаберже, сделанных в 1915 году, были посвящены вкладу в военные усилия великих княжон Ольги и Татьяны.